# سیبلیس برانس
سیبلیس برانس (انگلیسی: Sibelis Veranes؛ زادهٔ ۵ فوریه ۱۹۷۴) جودوکار اهل کوبا بود.
وی در مسابقات کشوری و بین‌المللی در مجموع برندهٔ ۳ مدال طلا شده‌است.